# Campionat de Reunió de futbol
La lliga de Reunió de futbol (oficialment Championnat de La Réunion de football) és la màxima competició futbolística de l'Illa de Reunió. És organitzada per la Lliga de Reunió de Futbol. Fou creada l'any 1950.

## Principals estadis
| Ciutat       | Estadi                    | Capacitat |
| ------------ | ------------------------- | --------- |
| Saint-Paul   | Estadi Paul Julius Bénard | 12.000    |
| Saint-Pierre | Estadi Michel Volnay      | 8.000     |
| Sainte-Marie | Estadi Nelson Mandela     | 8.000     |
| Saint-Denis  | Estadi Jean-Ivoula        | 7.500     |
| Saint-Louis  | Estadi Théophile Hoarau   | 2.500     |
| Saint-Joseph | Estadi Raphaël Babet      | 2.000     |
| Saint-Joseph | Estadi Raphaël Babet      | 2.000     |
| Le Port      | Estadi Georges Lambrakis  | 2.000     |
| Saint-Leu    | Estadi Saint-Leu          | 1.000     |

## Historial
Font:
- 1950:  SS Patriote (1)
- 1951:  SS Patriote (2)
- 1952:  SS Jeanne d'Arc (1)
- 1953:  SS Patriote (3)
- 1954:  SS Patriote (4)
- 1955:  SS Patriote (5)
- 1956:  JS Saint-Pierroise (1)
- 1957:  JS Saint-Pierroise (2)
- 1958:  SS Saint-Louisienne (1)
- 1959:  JS Saint-Pierroise (3)
- 1960:  JS Saint-Pierroise (4)
- 1961:  JS Saint-Pierroise (5)
- 1962:  SS Patriote (6)
- 1963:  SS Saint-Louisienne (2)
- 1964:  SS Saint-Louisienne (3)
- 1965:  SS Saint-Louisienne (4)
- 1966:  SS Saint-Louisienne (5)
- 1967:  SS Saint-Louisienne (6)
- 1968:  SS Saint-Louisienne (7)
- 1969:  SS Saint-Louisienne (8)
- 1970:  SS Saint-Louisienne (9)
- 1971:  JS Saint-Pierroise (6)
- 1972:  JS Saint-Pierroise (7)
- 1973:  JS Saint-Pierroise (8)
- 1974:  SS Excelsior (1)
- 1975:  JS Saint-Pierroise (9)
- 1976:  JS Saint-Pierroise (10)
- 1977:  FC Ouest (1)
- 1978:  JS Saint-Pierroise (11)
- 1979:  SS Saint-Pauloise (1)
- 1980:  CS Saint-Denis (1)
- 1981:  SS Saint-Pauloise (2)
- 1982:  SS Saint-Louisienne (10)
- 1983:  SS Saint-Pauloise (3)
- 1984:  CS Saint-Denis (2)
- 1985:  SS Saint-Pauloise (4)
- 1986:  SS Saint-Pauloise (5)
- 1987:  CS Saint-Denis (3)
- 1988:  SS Saint-Louisienne (11)
- 1989:  JS Saint-Pierroise (12)
- 1990:  JS Saint-Pierroise (13)
- 1991:  US Stade Tamponnaise (1)
- 1992:  US Stade Tamponnaise (2)
- 1993:  JS Saint-Pierroise (14)
- 1994:  JS Saint-Pierroise (15)
- 1995:  CS Saint-Denis (4)
- 1996:  CS Saint-Denis (5)
- 1997:  SS Saint-Louisienne (12)
- 1998:  SS Saint-Louisienne (13)
- 1999:  US Stade Tamponnaise (3)
- 2000:  AS Marsouins (1)
- 2001:  SS Saint-Louisienne (14)
- 2002:  SS Saint-Louisienne (15)
- 2003:  US Stade Tamponnaise (4)
- 2004:  US Stade Tamponnaise (5)
- 2005:  US Stade Tamponnaise (6)
- 2006:  US Stade Tamponnaise (7)
- 2007:  US Stade Tamponnaise (8)
- 2008:  JS Saint-Pierroise (16)
- 2009:  US Stade Tamponnaise (9)
- 2010:  US Stade Tamponnaise (10)
- 2011:  Saint-Pauloise FC (6)
- 2012:  SS Saint-Louisienne (16)
- 2013:  US Sainte-Marienne (1)
- 2014:  Saint-Pauloise FC (7)
- 2015:  JS Saint-Pierroise (17)
- 2016-17:  JS Saint-Pierroise (18)
- 2017:  JS Saint-Pierroise (19)
- 2018:  JS Saint-Pierroise (20)
- 2019:  JS Saint-Pierroise (21)
- 2020:  SS Excelsior (2)
- 2021:  US Stade Tamponnaise (11)
- 2022:  CS Saint-Denis (6)